# Шигапов Айдар Фарітович
Айдар Фарітович Шигапов (рос. Айдар Фаритович Шигапов; 20 квітня 1986, м. Нижньокамськ, СРСР) — російський хокеїст, правий нападник. Виступає за «Аріада-Акпарс» (Волжськ) у Вищій хокейній лізі.
Вихованець хокейної школи «Нафтохімік» (Нижньокамськ). Виступав за: «Нафтовик» (Леніногорськ), «Нафтохімік» (Нижньокамськ), «Металург» (Сєров), «Мотор» (Барнаул), «Енергія» (Кемерово), Газпром-ОГУ (Оренбург), «Кристал» (Саратов), «Металург» (Мєдногорськ), «Аріада-Акпарс» (Волжськ).